# Festuca subverticillata
Festuca subverticillata là một loài thực vật có hoa trong họ Hòa thảo. Loài này được (Pers.) E.B.Alexeev mô tả khoa học đầu tiên năm 1980.

## Hình ảnh

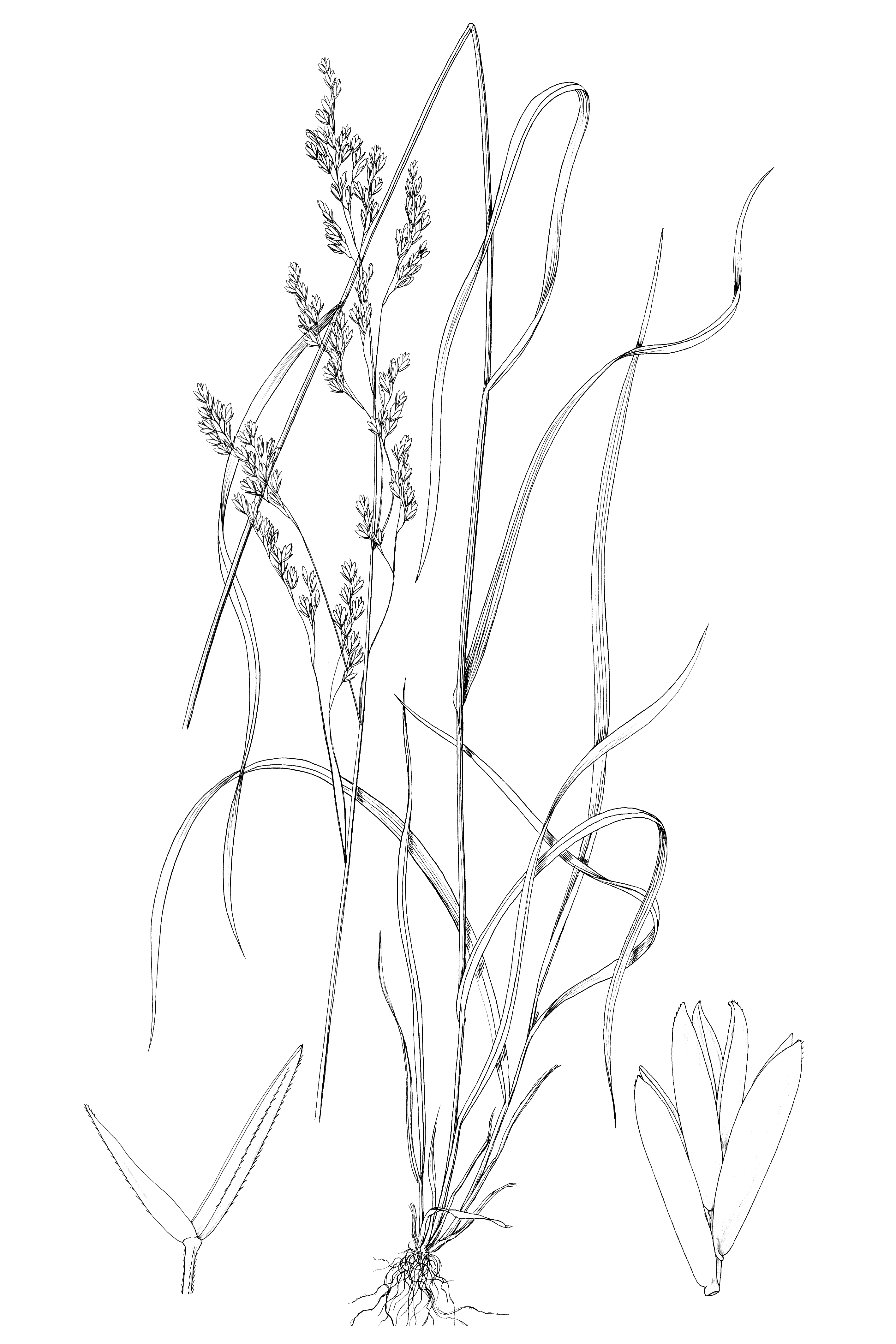
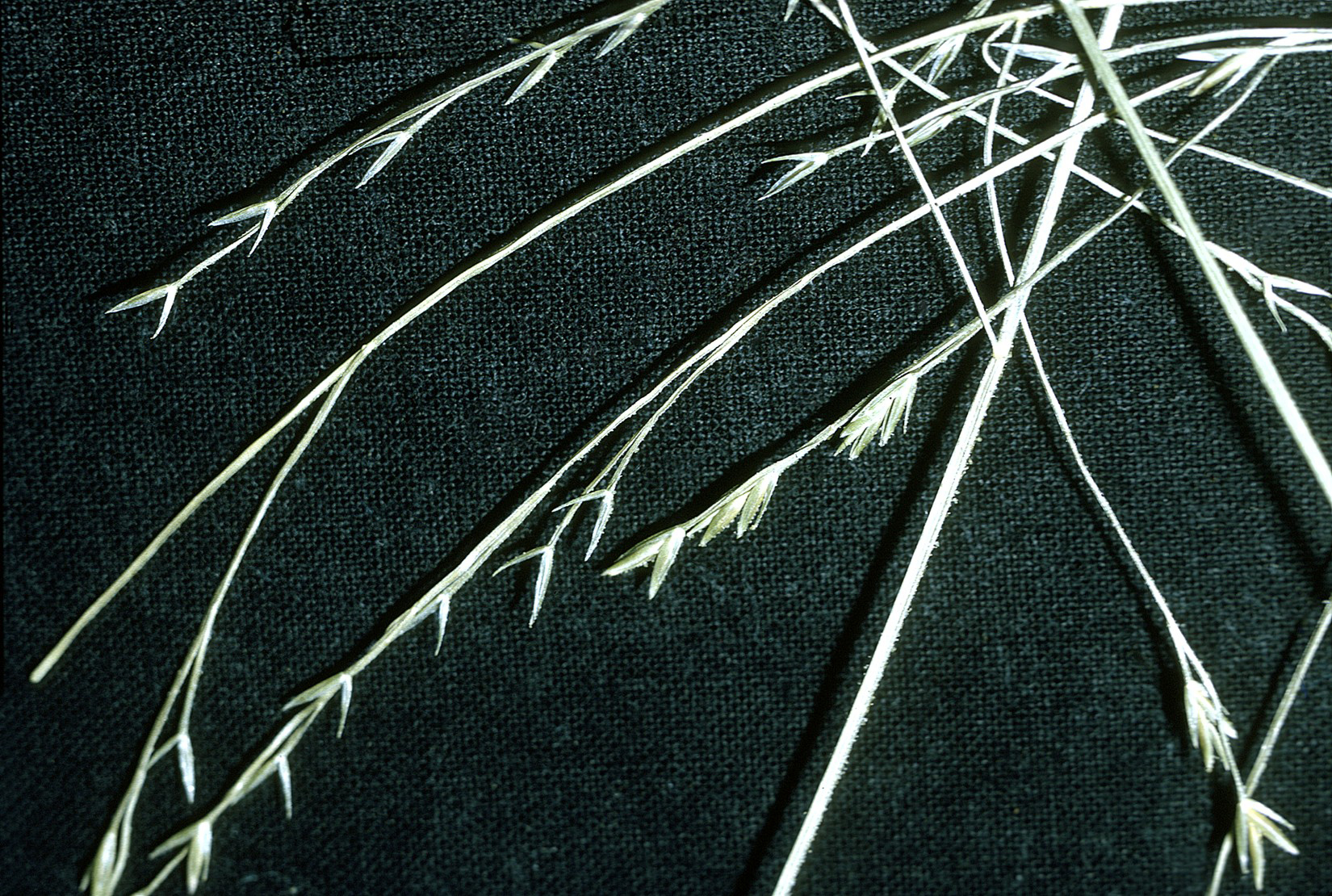
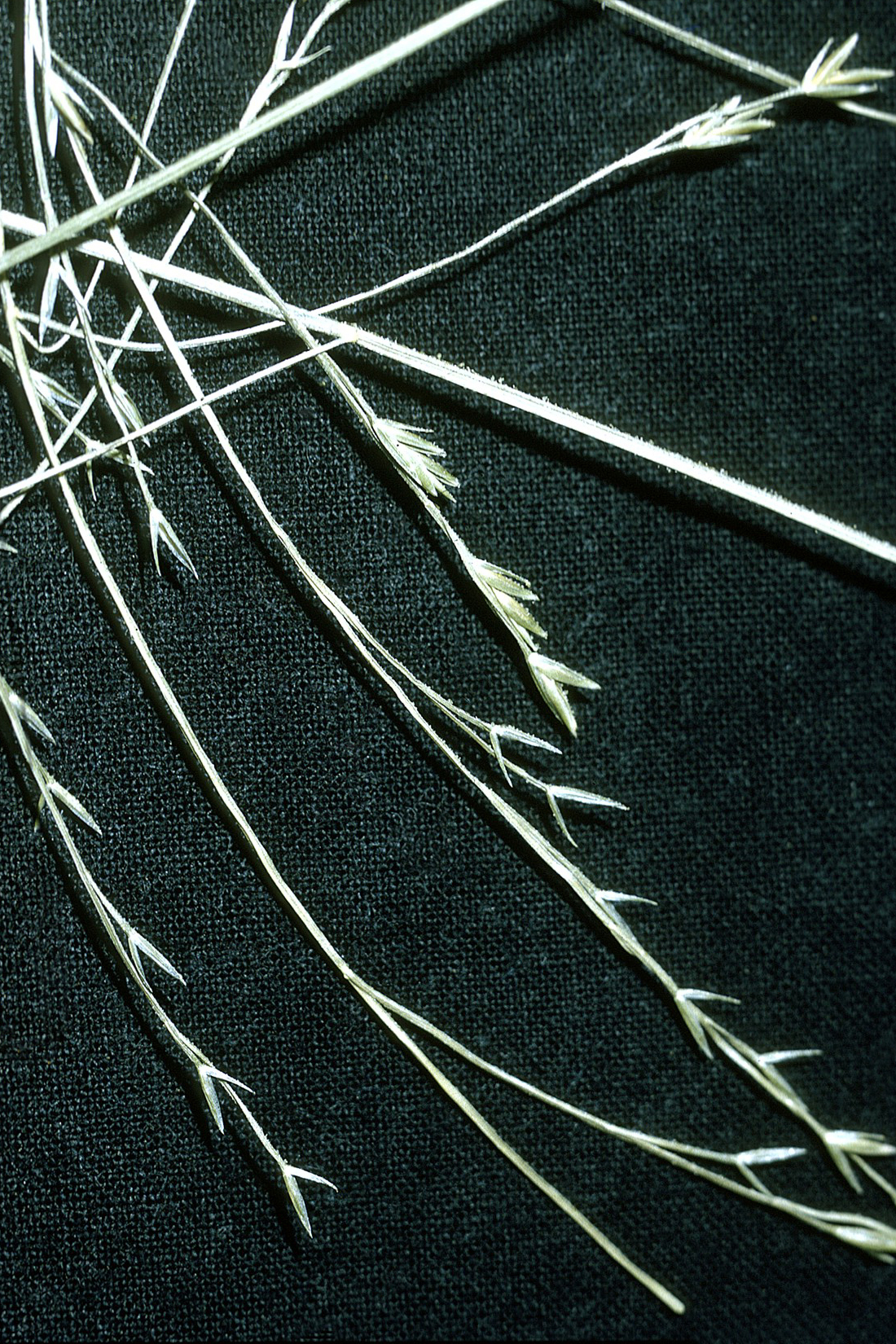